# تخليق دي نوفو
في الكيمياء ، تخليق دي نوفو De novo synthesis يشير المصطلح إلى تخليق جزيئات معقدة من جزيئات بسيطة مثل السكريات أو الأحماض الأمينية ، على عكس إعادة التدوير بعد تحلل جزئي. على سبيل المثال ، ليست هناك حاجة إلى نيوكليوتيدات قادمة من الغذاء حيث يمكن تكوينها في الجسم من جزيئات سليفة صغيرة مثل فورمات وأسبارتات . من ناحية أخرى ، هناك حاجة إلى الميثيونين من النظام الغذائي لأنه في الجسم يمكن أن يتحلل إلى حمض أميني ولا يتجدد من جديد ، أي لا يمكن للجسم من تصنيعه من جديد .

## النوكليوتيدات
لا تستخدم مسارات تجديد للنيوكليوتيدات من القواعد الحرة: الأدينين (يُشار إليه باختصار A) ، أو الجوانين (G) ، أو السيتوزين (C) ، أو الثايمين (T) ، أو اليوراسيل (U). تتكون حلقة البيورين من ذرة واحدة أو بضع ذرات في نفس الوقت وترتبط بالريبوز خلال عملية التوليف.  يتم تصنيع حلقة بيريميدين في شكل أوروتات وترتبط بعد ذلك بفوسفات الريبوز ثم يتم تحويلها لاحقًا إلى نيوكليوتيدات البيريميدين العادية.

## الكوليسترول
يعتبر الكوليسترول مكونًا هيكليًا أساسيًا لأغشية الخلايا الحيوانية . يعمل الكوليسترول أيضًا كمقدمة للتخليق الحيوي لهرمونات الستيرويد ، وحمض الصفراء  ، وفيتامين د . في الثدييات ، يُمتص الكوليسترول إما من مصادر غذائية أو يتم تصنيعه من جديد (دي نوفو) في الجسم . يحدث ما يصل إلى 70-80٪ من تخليق الكوليسترول في الكبد ، ويحدث حوالي 10٪ من تخليق الكوليسترول في الأمعاء الدقيقة .  تتطلب الخلايا السرطانية الكوليسترول لأغشية الخلايا ، لذلك تحتوي الخلايا السرطانية على العديد من الإنزيمات لتخليق الكولسترول "الجديد " من الأسيتيل CoA . 

## الأحماض الدهنية (تجديد تكوين الدهون )
إن عملية تكوين الدهون دي نوفو (De novo lipogenesis) هي العملية التي يتم من خلالها تحويل الكربوهيدرات (بشكل أساسي ، خاصة بعد تناول وجبة غنية بالكربوهيدرات) من الدورة الدموية إلى أحماض دهنية ، وهذه يمكن تحويلها إلى دهون ثلاثية أو دهون أخرى.  يمكن أيضًا أن تكون الأسيتات وبعض الأحماض الأمينية (لا سيما الليوسين والإيزولوسين ) مصادر ا للكربون في عملية تكوين الدهون. 
عادة ، يحدث تكوين الدهون من جديد (دي نوفو) في المقام الأول في الأنسجة الدهنية . ولكن في حالات السمنة ، أو مقاومة الأنسولين ، أو داء السكري من النوع 2 ، يتم تقليل تكوين الدهون في الأنسجة الدهنية (حيث يكون البروتين المرتبط بالعناصر المستجيبة للكربوهيدرات (ChREBP) هو عامل النسخ الرئيسي) ويزداد في الكبد (حيث يكون البروتين المرتبط بعنصر الستيرول التنظيمي 1 (SREBP-1c) هو عامل النسخ الرئيسي).  عادة ما يتم تنشيط ChREBP في الكبد عن طريق الجلوكوز (بغض النظر عن الأنسولين).  تؤدي السمنة والنظام الغذائي عالي الدهون إلى تقليل مستويات البروتين المرتبط بالعناصر المستجيبة للكربوهيدرات في الأنسجة الدهنية.  على النقيض من ذلك ، فإن مستويات الأنسولين المرتفعة في الدم ، بسبب تناول وجبة عالية من الكربوهيدرات أو بسبب مقاومة الأنسولين ، تحفز بشدة تعبير الــ SREBP-1c في الكبد.  يؤدي الحد من تكوين الدهون في الأنسجة الدهنية ، وزيادة تكوين الدهون من جديد في الكبد بسبب السمنة ومقاومة الأنسولين إلى مرض الكبد الدهني .
ينشط استهلاك الفركتوز (على عكس الجلوكوز) كلاً من SREBP-1c و ChREBP بطريقة مستقلة عن الأنسولين.  على الرغم من أنه يمكن تحويل الجلوكوز إلى جليكوجين في الكبد ، إلا أن الفركتوز يزيد بشكل ثابت من تكوين" الدهون " في الكبد ، مما يرفع مستوى الدهون الثلاثية في البلازما ، أكثر من ارتفاع الجلوكوز.  علاوة على ذلك ، عندما يتم استهلاك كميات متساوية من الجلوكوز أو المشروبات المحلاة بالفركتوز ، فإن مشروب الفركتوز لا يسبب فقط زيادة أكبر في الدهون الثلاثية في البلازما ، بل أنه يسبب زيادة أكبر في دهون البطن . 
عملية تكوين الدهون من جديد تكون مرتفعة في مرض الكبد الدهني غير الكحولي (NAFLD) ، وهي السمة المميزة للمرض.  بالمقارنة مع الضوابط الصحية ، فإن المرضى الذين يعانون من مرض الكبد الدهني غير الكحولي لديهم في المتوسط زيادة 3.5  مرات في تكوين الدهون من جديد. 
يتم تنظيم تخليق الأحماض الدهنية De novo بواسطة إنزيمين مهمين ، وهما acetyl-CoA carboxylase وسينسيز الأحماض الدهنية .  إن إنزيم الأسيتيل CoA كربوكسيلاز مسؤول عن إدخال مجموعة الكربوكسيل إلى الأسيتيل CoA ، مما يحوله إلى malonyl-CoA. بعد ذلك ، يكون إنزيم الأحماض الدهنية مسؤولاً عن تحويل malonlyl-CoA إلى سلسلة من الأحماض الدهنية. تخليق الأحماض الدهنية من جديد يكون غير نشط بشكل أساسي في الخلايا البشرية ، لأن النظام الغذائي هو المصدر الرئيسي لها.  أما في الفئران مثلا ، يزداد تخليق من جديد للأحماض الدهنية وشبكها في نسيج دهني أبيض مع التعرض لدرجات الحرارة الباردة والتي قد تكون مهمة للحفاظ على مستويات ثلاثي الجليسريد في مجرى الدم ، ولتوفير أحماض دهنية لتوليد الحرارة أثناء التعرض لجو بارد لفترات طويلة. 

## الحمض النووي
يشير تخليق الحمض النووي De novo إلى الإنشاء التخليقي للحمض النووي بدلاً من تجميع أو تعديل تسلسلات الحمض النووي لقالب السلائف الطبيعية.  يتبع تخليق قليل النوكليوتيد الأولي تخليق جيني اصطناعي ، وأخيراً بعملية استنساخ ، وتصحيح الخطأ ، والتحقق للسلامة ، وهذا يتضمن غالبًا استنساخ الجينات إلى بلازميدات في بكتيريا الإشريكية القولونية أو في الخميرة . 
البريميز Primase هو بوليميريز RNA ، ويمكنه إضافة مادة أولية إلى سلسلة تكون في انتظار النسخ المتماثل. لا يمكن لبوليميراز الحمض النووي إضافة مواد أولية primers ، وبالتالي فهو يحتاج إلى بريميز لإضافة البرايمر من جديد .

## للقراءة المتعمقة
- Harper's Illustrated Biochemistry, 26th Ed - Robert K. Murray, Darryl K. Granner, Peter A. Mayes, Victor W. Rodwell
- Lehninger Principles of Biochemistry, Fourth Edition - David L. Nelson, Michael M. Cox
- Biochemistry 5th ed - Jeremy M. Berg, John L. Tymoczko, Lubert Stryer
- Biochemistry- Garrett.and.Grisham.2nd.ed
- Biochemistry, 2/e by Reiginald and Charles Grisham
- Biochemistry for dummies by John T Moore, EdD and Richard Langley, PhD
- Stryer L (2007). Biochemistry. 6th Edition. WH Freeman and Company. New York. USA

## روابط خارجية
- استقلاب البيورين وبيريميدين
- دي نوفو تخليق نيوكليوتيدات البيورين